# أساغو
أساغو هي بلدة تقع في لومبارديا في مقاطعة ميلان في إيطاليا وبلغ عدد سكانها 7780 نسمة حسب إحصائيات 2004م.

## السكان
تطور النمو السكاني لـ أساغو